# Episodi di Due poliziotti a Palm Beach (settima stagione)
La settima stagione della serie televisiva Due poliziotti a Palm Beach è stata trasmessa in anteprima negli Stati Uniti d'America da USA Network tra il 3 agosto 1997 e il 19 aprile 1998.
| nº | Titolo originale      | Titolo italiano | Prima TV USA      | Prima TV Italia |
| -- | --------------------- | --------------- | ----------------- | --------------- |
| 1  | Silent Witness        |                 | 3 agosto 1997     |                 |
| 2  | Ladies Man            |                 | 10 agosto 1997    |                 |
| 3  | Dirty Little Secrets  |                 | 7 agosto 1997     |                 |
| 4  | A Question of Faith   |                 | 25 agosto 1997    |                 |
| 5  | Fevers                |                 | 7 settembre 1997  |                 |
| 6  | Guilt by Association  |                 | 21 settembre 1997 |                 |
| 7  | Night of the Parrot   |                 | 28 settembre 1997 |                 |
| 8  | Air-Tight Alibi       |                 | 5 ottobre 1997    |                 |
| 9  | Family Affair         |                 | 2 novembre 1997   |                 |
| 10 | Child's Play          |                 | 9 novembre 1997   |                 |
| 11 | The Wedge             |                 | 30 novembre 1997  |                 |
| 12 | Pirates of Palm Beach |                 | 10 dicembre 1997  |                 |
| 13 | Slip-Up               |                 | 14 dicembre 1997  |                 |
| 14 | Rage                  |                 | 4 gennaio 1998    |                 |
| 15 | Teacher's Pet         |                 | 11 gennaio 1998   |                 |
| 16 | Sea of Love           |                 | 18 gennaio 1998   |                 |
| 17 | Total Eclipse         |                 | 1º febbraio 1998  |                 |
| 18 | Three Ring Circus     |                 | 8 marzo 1998      |                 |
| 19 | The Party             |                 | 22 marzo 1998     |                 |
| 20 | Ramone, P.I.          |                 | 5 aprile 1998     |                 |
| 21 | Escorting Disaster    |                 | 12 aprile 1998    |                 |
| 22 | Genius                |                 | 19 aprile 1998    |                 |